# Язвина (печера)
Язвина (Андрія) — печера, що знаходиться в селі Городку Заліщицької громади Чортківського району Тернопільської области.
Розташована за 800 м північно-східніше печери Кирнички (урочище Язвини). Належить до Нижньосеретської карстової ділянки.

## Опис
Порожнина закладена в товщі піщанистих вапняків жовто-білого та світло-сірого відтінку.
За генезисом походження — печера карстова, ерозійно-корозійна та гравітаційна. Відклади (наповнювачі) на першому поверсі складаються з глин, Дністровської гальки терасових відкладів, уламків вапняку та травертинової гальки, на другому — глини. Материнська скеля утворює грот-навіс до 7 м вглиб скелі, шириною 70 м і висотою 12 м.
Над печерою є кілька колодязів, які утворюють у дні боковий лаз із виходом на стінку нависаючого карнизу. Глибина цих колодязів становить від 2,5 до 4 м. Це єдина порожнина у Тернопільському Придністров'ї з колодязями характерними для печер Кримських гір.

## Історія
У 2011 році печеру виявив дослідник старожитностей та спелеолог Володимир Добрянський. У 2015 році печера Язвина (Андрія) досліджувалася Володимиром Добрянським та Петром Площанським.
На орному полі західніше печери, в 1990 році Володимиром Добрянським обстежено і досліджено поселення трипільської культури, а в східній частині знайдені вкриті білою патиною крем'яні сколи та знаряддя праці, які можуть датуватися добою пізнього палеоліту.